# Hundtjärnarna (Malå socken, Lappland, 725464-163818)
Hundtjärnarna är en sjö i Malå kommun i Lappland och ingår i Skellefteälvens huvudavrinningsområde.